# Pseudione compressa
Pseudione compressa là một loài chân đều trong họ Bopyridae. Loài này được Shiino miêu tả khoa học năm 1964.